# Purushottam Vishvanath Bapat
Purushottam Vishvanath Bapat (Marathi पुरुषोत्तम विश्वनाथ बापट Puruṣottam Viśvanāth Bāpaṭ; * 12. Juni 1894 im Distrikt Sangli in der Präsidentschaft Bombay; † 4. November 1991) war ein indischer Buddhologe und Pali-Forscher.

## Leben
Er studierte an der University of Mumbai mit dem Abschluss Magister Artium (1919). Ihm wurde auch der Grad Ph. D. von der Harvard University verliehen, wo er an der Übersetzung des Visuddhimagga ins Englische mitwirkte, die bis dato noch nicht veröffentlicht wurde (Stand: 1992). Purushottam Vishvanath Bapat unterrichtete ab 1932 Pali am Fergusson College in Pune; von 1945 bis 1948 nahm er an einem Projekt in Bezug auf den chinesischen Buddhismus der Visva-Bharati University in Shantiniketan teil.
Er besetzte von 1957 bis 1960 als erster den anlässlich des 2500. Jahrestages von Buddhas Mahaparinibbana neugegründeten Lehrstuhl für buddhistische Studien an der University of Delhi. Er hat sämtliche Texte in Sanskrit, Pali und Chinesisch recherchiert.
Bapat ist ein Mitglied der Deccan Education Society seit 1920.
Bapat hat insgesamt 163 Bücher, Artikel und Berichte verfasst.

## Werke
- The Austerities of Gautama Buddha before his enlightenment, 1923
- The Relation between Pāli and Ardhamāgadhī, 1928
- Vimuttimagga and Visuddhimagga, 1937
- 2500 Years of Buddhism, 1956 (verfügbar auf Archive.org)
- The Way of the Buddha, 1957
- Chinese Madhyamāgama and the language of its basic text, 1969